# Hebardina ugandana
Hebardina ugandana är en kackerlacksart som först beskrevs av Giglio-Tos 1907.  Hebardina ugandana ingår i släktet Hebardina och familjen storkackerlackor. Inga underarter finns listade i Catalogue of Life.